# لغمارة
لغمارة أو قصر الغمارة هو أحد قصور بلدية بودة بدائرة أدرار التابعة لولاية أدرار بالجنوب الغربي الجزائري

## التاريخ
خلال القرن الرابع الهجري الموافق للقرن العاشر ميلادي إستقرت زناتة بالمنطقة وأنشأت قصر لغمارة واستصلحت أراضيها، وفي عام 1398 م (801/800 هـ) قدم سيدي الحاج عبد الله من الحجاز إلى بودة وتوفي بقصر لغمارة حيث يوجد ضريحه.

## السكان
يسكن بقصر الغمارة عدة قبائل ذات أصول أمازيغية زناتية مستعربة بالإضافة إلى قبيلة عربية قرشية تنتسب للخليفة الرابع عثمان بن عفان ومنها ينحدر الفقيه 
سيدي محمد بالكبير صاحب الزاوية الشهيرة بقلب مدينة أدرار.
أولاد سيدي عبد الله بن علي: ويشرف كبير هذه القبيلة على إدارة شؤون الزاوية الموجودة بالغمارة والتي تنتهج الطريقة الطيبية.

## النشاط الفلاحي
يعمل أغلب سكان قصر لغمارة في الفلاحة التي يغلب عليها غرس النخيل ويستعمل السكان تقنية الفقارة لتوفير المياه للسقي، نجد بالغمارة ثلاث فقارات هي:
| اسم الفقارة  | عدد الآبار |
| ------------ | ---------- |
| الحجاج       | ؟          |
| حاج عمر كبير | 600        |
| سيان         | 145        |

## الأعلام
1. الشيخ سيدي الحاج عبد الله: وهو ولي صالح له ضريح بلغمارة وتقام له زيارة سنوية.[4]
2. سيدي موسى ولد الحاج:أحد أعلام قصر لغمارة نهاية القرن التاسع عشر[3]
3. سيدي محمد بالكبير (1911م/ 1330 هـ - 2000م/ 1421 هـ).